# Карамендебийский сельский округ
Карамендебийский сельский округ (каз. Қарамеңде би ауылдық округі) — административная единица в составе Актогайский район Карагандинской области Казахстана. Административный центр — село Актас.
Население — 565 человек (2009; 761 в 1999, 1040 в 1989).
По состоянию на 1989 год существовал Куанышский сельский совет (сёла Актас, Енбек, Куаныш).

## Состав
В состав округа входят такие населённые пункты:
| Населённый пункт | население, человек (1989) | население, человек (1999) | население, человек (2009) |
| ---------------- | ------------------------- | ------------------------- | ------------------------- |
| Актас, село      | 401                       | 330                       | 275                       |
| Истибулак, село  | 298                       | 136                       | -                         |
| Куаныш, село     | 341                       | 295                       | 290                       |